# Tayandonské ostrovy
Indonéské Tayandonské ostrovy (indonésky Kepulauan Tayando) se nachází v jihovýchodní části souostroví Moluky v Bandském moři. Patří ke Kajským ostrovům.

## Geografie

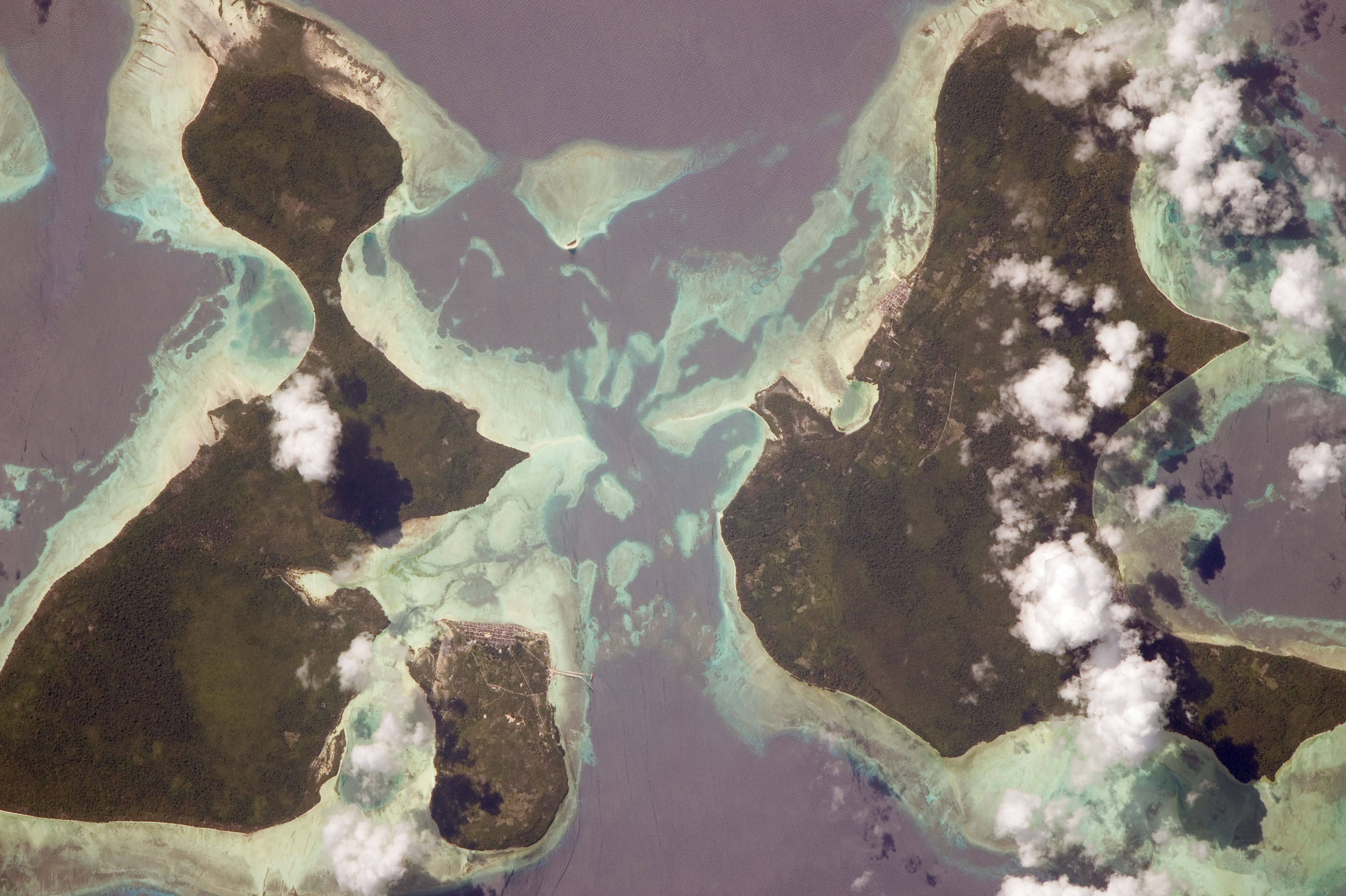
Satelitní snímek ostrovů Tayando, Walira a Heniara

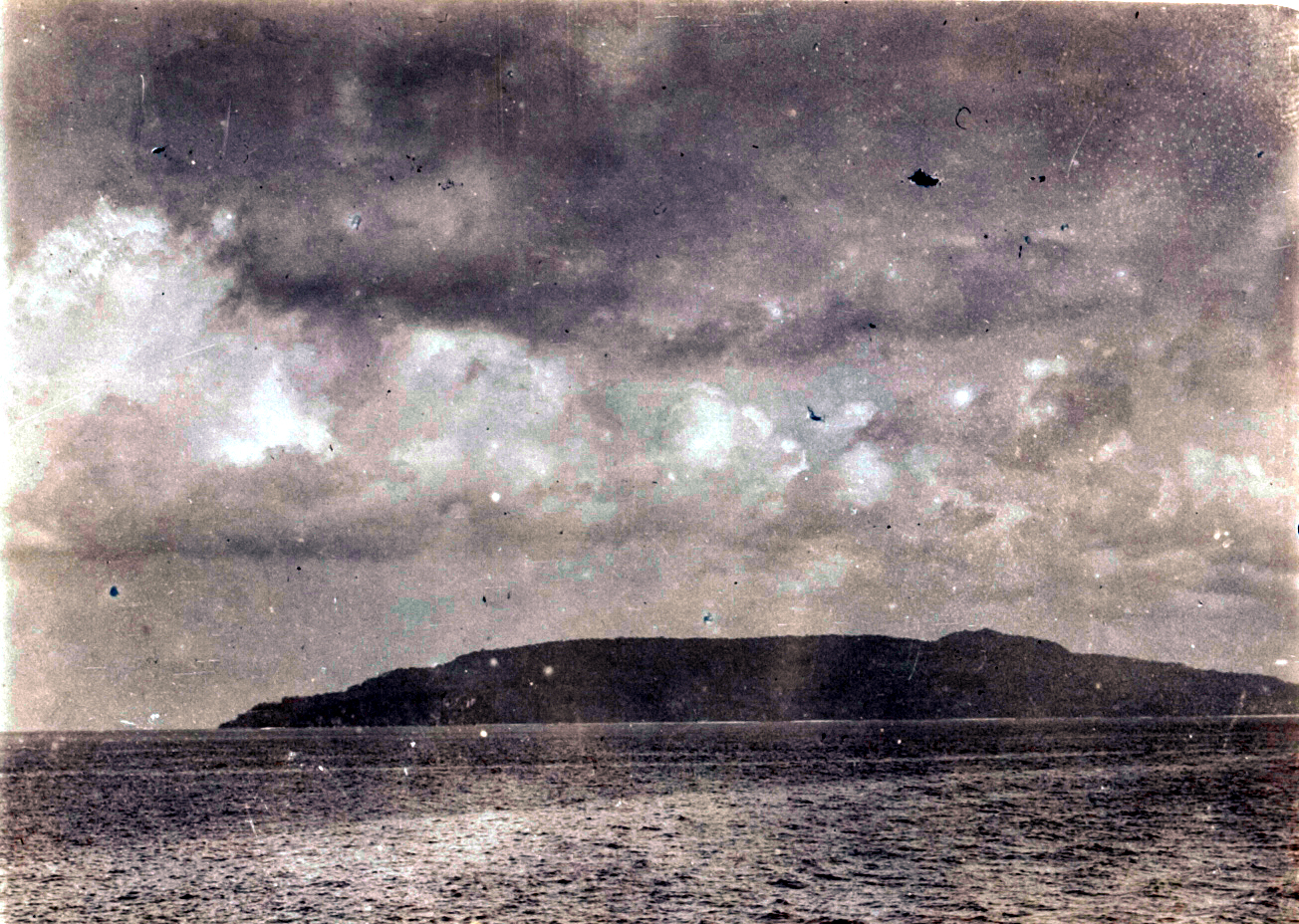
Fotografie ostrova Tam (kolem roku 1900)

Souostroví Tayando se skládá ze tří větších ostrovů Tayando (Tayandu) na severovýchodě, Walir v centrální části souostroví a na jihozápadě se nachází ostrov Tam (Taam). Menší ostrovy jsou Heniar (Haniar, Heniaar), Ree, Reeyanat, Nusreen, Furalnur, Nuwait, Nuniai (Nunyel) a další tři malé ostrovy poblíž ostrova Tam. Celková rozloha ostrovů je 69,07 kilometrů čtverečných.

### Poloha
Tayandovy ostrovy se nachází západně od Kajských ostrovů, ke kterým náleží, za Tayandským průlivem mezi 5°31' a 5°47' jižní šířky a 132°10' a 132°22' východní délky. Na západ od průlivu Kur se nachází ostrov Kur a další malé ostrovy Kajských ostrovů a vzdálenější Aruské ostrovy. Severně od souostroví se na ostrově Nová Guinea nachází poloostrov Ptačí hlava.

### Topografie
Na ostrovech nejsou žádné velké řeky ani jezera. Raja, nejvyšší bod ostrovů s nadmořskou výškou 84 metrů se nachází na ostrově Tayando.

## Klimatické podmínky
Podnebí je charakterizováno čtyřmi až pěti měsíci dešťů a obdobím sucha od dubna do října. Nejvíce srážek se vyskytuje mezi prosincem a únorem, kdy vane vítr od severozápadu. V lednu a únoru je vítr velmi silný. Od dubna do října vane vítr z východu a jihovýchodu. Průměrný úhrn ročních srážek je 2 000–3 000 milimetrů. Ostrovy mají ročně v průměru 118 deštivých dnů. Teplota vzduchu kolísá v průběhu roku mezi 24 °C a 34,1 °C s průměrnou roční teplotou 27,1 °C. Průměrná vlhkost vzduchu je 82,5 %, průměrný tlak vzduchu 1009,3 hPa.

## Administrativní dělení
Z administrativního hlediska jsou ostrovy Tayando součástí okresu (Kecamatan). Tayando Tam je součástí města Tual (Kota Tual), hlavního města Kajských ostrovů na ostrově Kei Dullah na východ od souostroví. Ostrov je součástí indonéské provincie Moluky.
Tayando Tam byl oddělen od distriktu Kei Kecil v roce 2004 a stal se nezávislým okresem v roce 2004 a od roku 2013 je součástí správního obvodu jihovýchodní Moluky (Maluku Tenggara) a stal se součástí města Tual.
Okres Tayando Tam se nachází vesnice (Desa) Tam Ngurhir (s ostrovy Tam, Nusren a Nuniai), Tayando Langgiar (východně od Tayanda), Tayando Ohoiel (jižně od Tayanda), Tayando Yamru (severozápadně od Tayanda) a Tayando Yamtel (Heniar, Walir, Ree). Po roce 2010 se objevily nové Desa Tam Ohoitom (oddělené od Tam Ngurhir) a Tam Ngurnila. Hlavním městem je Tayando Yamtel.

## Obyvatelé
Ostrovy Tayando, Heniar, Walir a Tam jsou obydlené.
V roce 2010 měl distrikt Tayando Tam 5 448 obyvatel, v roce 2012 jich bylo 5 266 (2 567 mužů a 2 659 žen). Hustota obyvatelstva je 84 lidí na kilometr čtvereční. Lidé žijí v 1097 domácnostech, průměrná domácnost má pět lidí. Tayando Yamtel je největší vesnicí s 2 306 obyvateli.
Stejně jako na ostatních Kajských ostrovech i se na Tayandských ostrovech mluví austronéským jazykem Kei (Saumlaki, Veveu Evav).
Obyvatelé Tayandových ostrovů jsou muslimové. Nachází se na nich sedm mešit a muslimská kaple. Neexistují žádné křesťanské kostely.

## Zařízení
Na ostrovech se nachází osm základních škol, které jsou ve všech vesnicích na ostrově. V Tayando Yamtel se nachází tři střední školy a vyšší střední škola. Na jednoho učitele základní školy připadá v průměru 20 studentů, na střední škole je tento poměr 1:12 a na vyšší střední škole 1: 9. Ve třídě je 17 studentů na základní škole, 24 na střední škole a 20 na vyšší střední škole. Školy navštěvuje celkem přibližně 1 500 dětí a studentů.
Na Tayandonských ostrovech není žádná nemocnice, ale je zde komunitní zdravotní středisko, jemu podřízená zdravotní centra, devět čerpacích stanic a dvě porodnice.
Některé vesnice mají fotbalová a volejbalová hřiště.

## Ekonomika

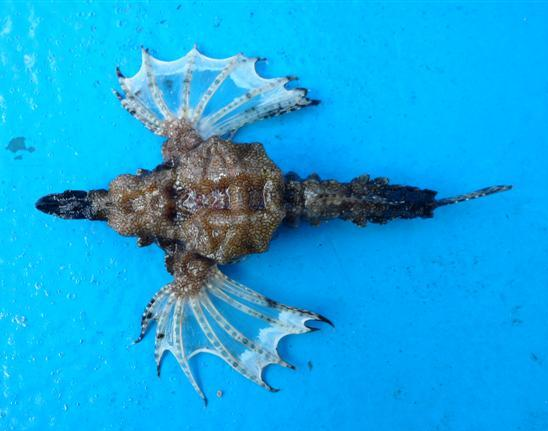
Trpasličí dráček můrovitý (Eurypegasus draconis) z Tayandových ostrovů

Většina obyvatel se živí zemědělstvím nebo rybolovem. Obdělává se 49,19 km² rozlohy ostrova (71 % z celkové plochy). Hlavní plodinou je maniok. V roce 2012 jej sklidili 108 tun. Maniok je na ostrovech hlavní potravinou. Jako hospodářská zvířata je chováno 1039 koz, 3400 kuřat a 120 kachen. 384 rybářů pracuje především s tradičními rybářskými pruty na lodích bez motorů. Z 298 lodí má pouze 47 lodí motory, přičemž všechny kromě šesti jsou motory přívěsné. V roce 2012 bylo uloveno celkem 2 907,6 tun ryb. Sklízejí se zde také řasy.
Na ostrovech se těží jen na pobřeží malé množství písku a vápence. Na ostrově se vyrábí elektřina ve 165 dieselových generátorech; veřejná elektrická síť neexistuje. Pitná voda pochází většinou z místních studní. V ostrovních vesnicích je 59 obchodů a sídlí zde čtyři obchodní společnosti. Neexistují zde žádné banky. Na ostrovech nejsou žádné restaurace ani ubytování pro turisty.

## Doprava a komunikace
Z okolního světa se do hlavního města Tayando Yamtel dostane návštěvník po moři ze 49,2 kilometrů vzdáleného města Tual. Odtud je možné cestovat do dalších vesnic lodí. Na Tayandu jsou silnice mezi třemi vesnicemi a jsou ve velmi špatném stavu. Přepravu po zemi zajišťují především motocykly. Infrastruktura pro pevné nebo mobilní telefony neexistuje.

## Politika
Funkční období okresního vedoucího okresního distriktu (Camat) je jeden rok. V letech 2004 až 2008 tuto funkci zastával A. Ingratubun, poté se jí ujal D. J. S. Rahareng.
V roce 2012 bylo v okrese zaregistrováno devět aktivních politických stran: Partai Keadilaan Sejahtera (PKS), Partai Amanat Nasional (PAN), Partai Kebangkitan Bangsa (PKB), Partai Nasional Indonesia (PNI), Golkar (Partai Golongan Karya), Partai Persatuan Pembangunan (PPP)), Partai Demokrasi Indonesia - Perjuangan (PDI-P), Partai Bintang Reformasi (PBR) a Partai Demokrat.